# Hůrka (Šluknovská pahorkatina)
Hůrka (německy Pfarrberg) je kopec o nadmořské výšce 493 m, který leží v Mikulášovicích v Ústeckém kraji.

## Charakteristika
Z geomorfologického hlediska náleží Hůrka ke Šluknovské pahorkatině, jejímu okrsku Šenovská pahorkatina a podokrsku Mikulášovická pahorkatina. Geologické podloží tvoří lužický granodiorit doprovázený žílami doleritu a křemene, které jsou obohaceny rudami železa (především limonitem). Půdním pokryvem je převážně modální mesobazická a dystrická kambizem, méně je zastoupena kambizem modální eutrofní. Podél potoka se nachází modální glej. Jižně od vrcholu pramení Strážný potok, přítok Ottendorfského potoka směřující téměř západním směrem do Německa. Převážná část vrchu je zalesněna silně poškozeným jehličnatým lesem, ve kterém dominuje smrk ztepilý (Picea abies). Východně, severně a západně od vrcholu se také rozkládají pastviny. Hůrka se nachází v Chráněné krajinné oblasti Labské pískovce. Jižně od vrcholu prochází Zlodějská stezka, po které je vedena modře značená turistická trasa. Jihovýchodně od vrcholu z ní odbočuje zelená trasa směřující jižně k Wachbergu.

## Galerie

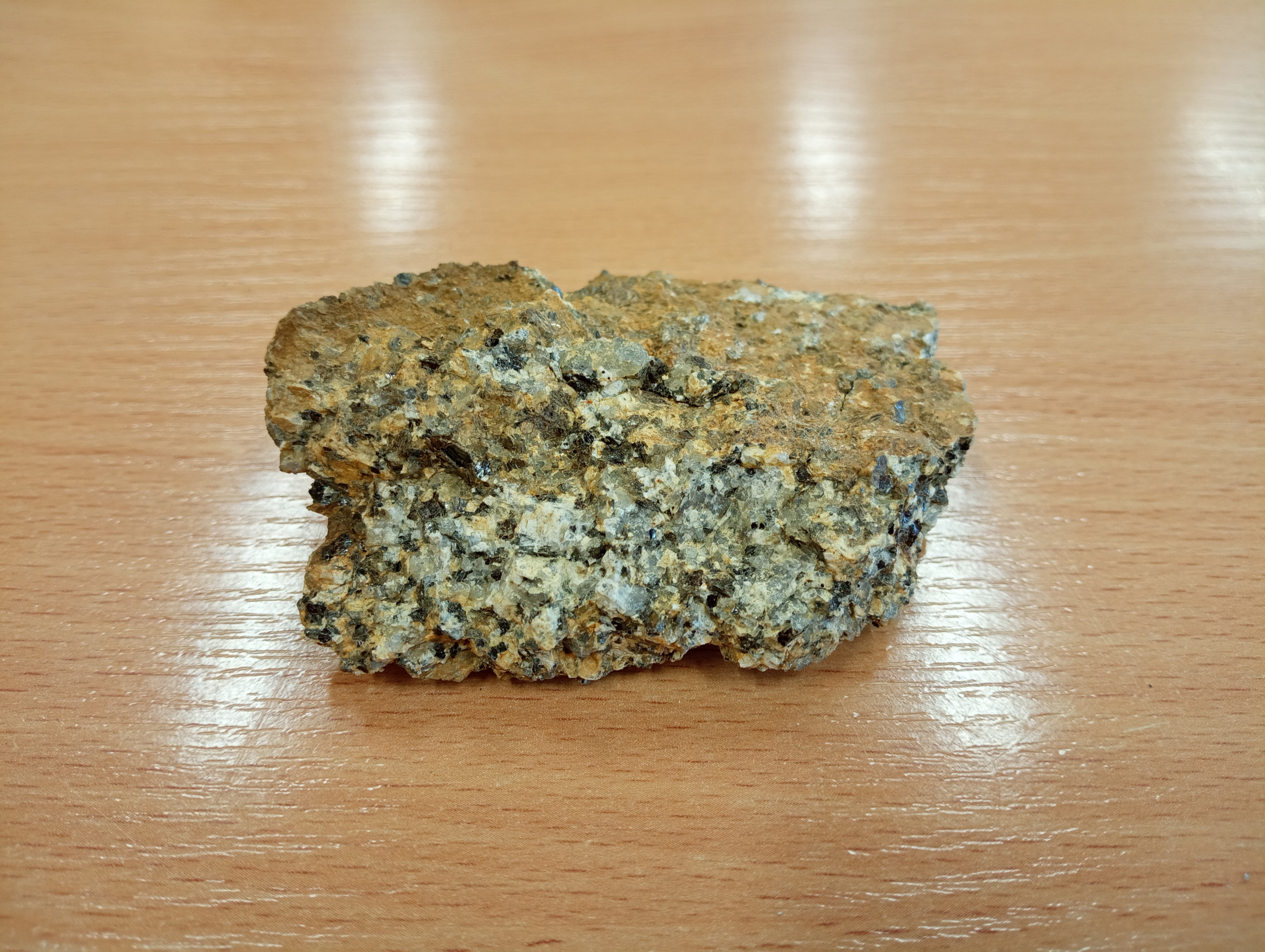
Lužický granodiorit
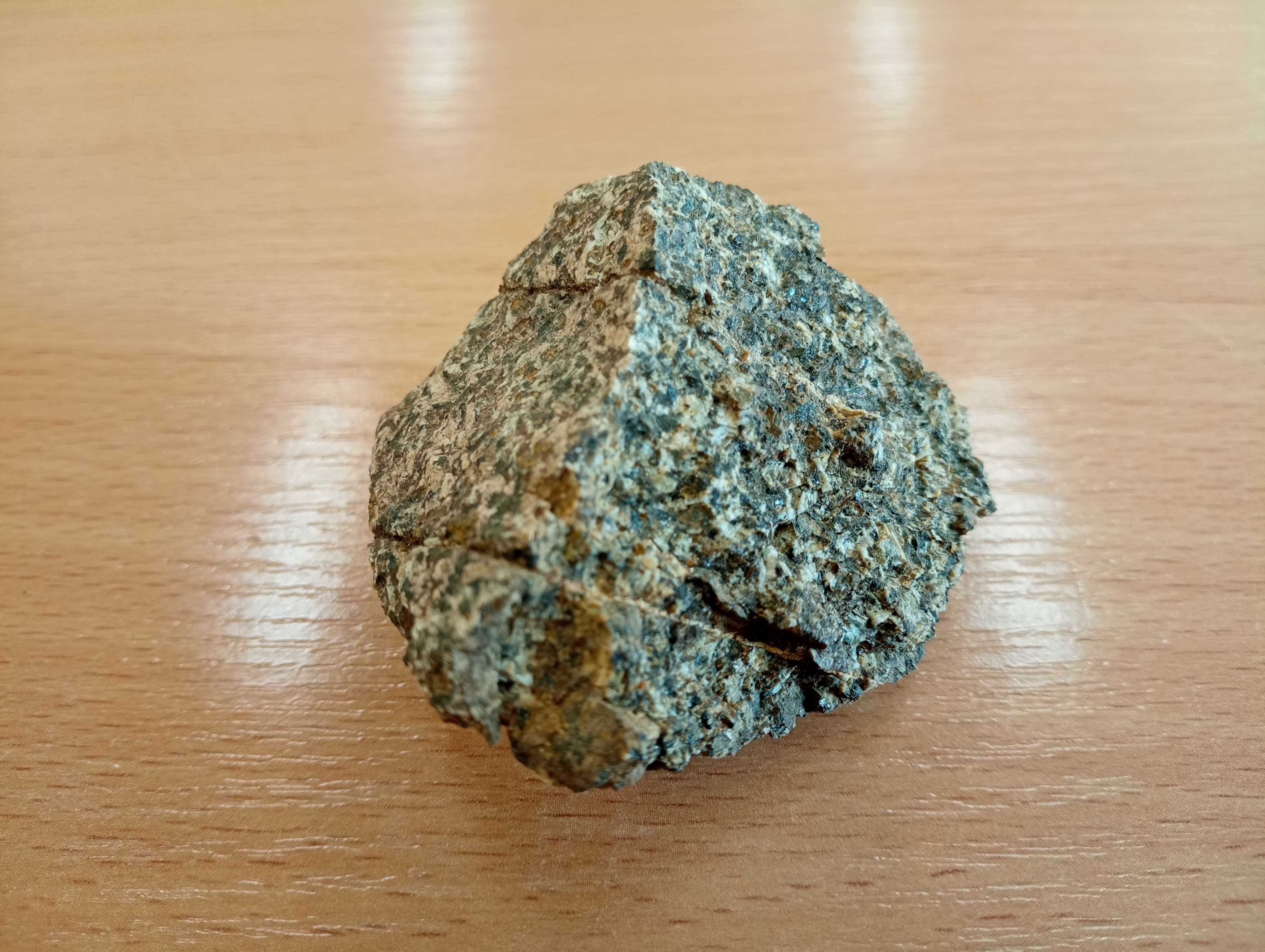
Zvětralý dolerit
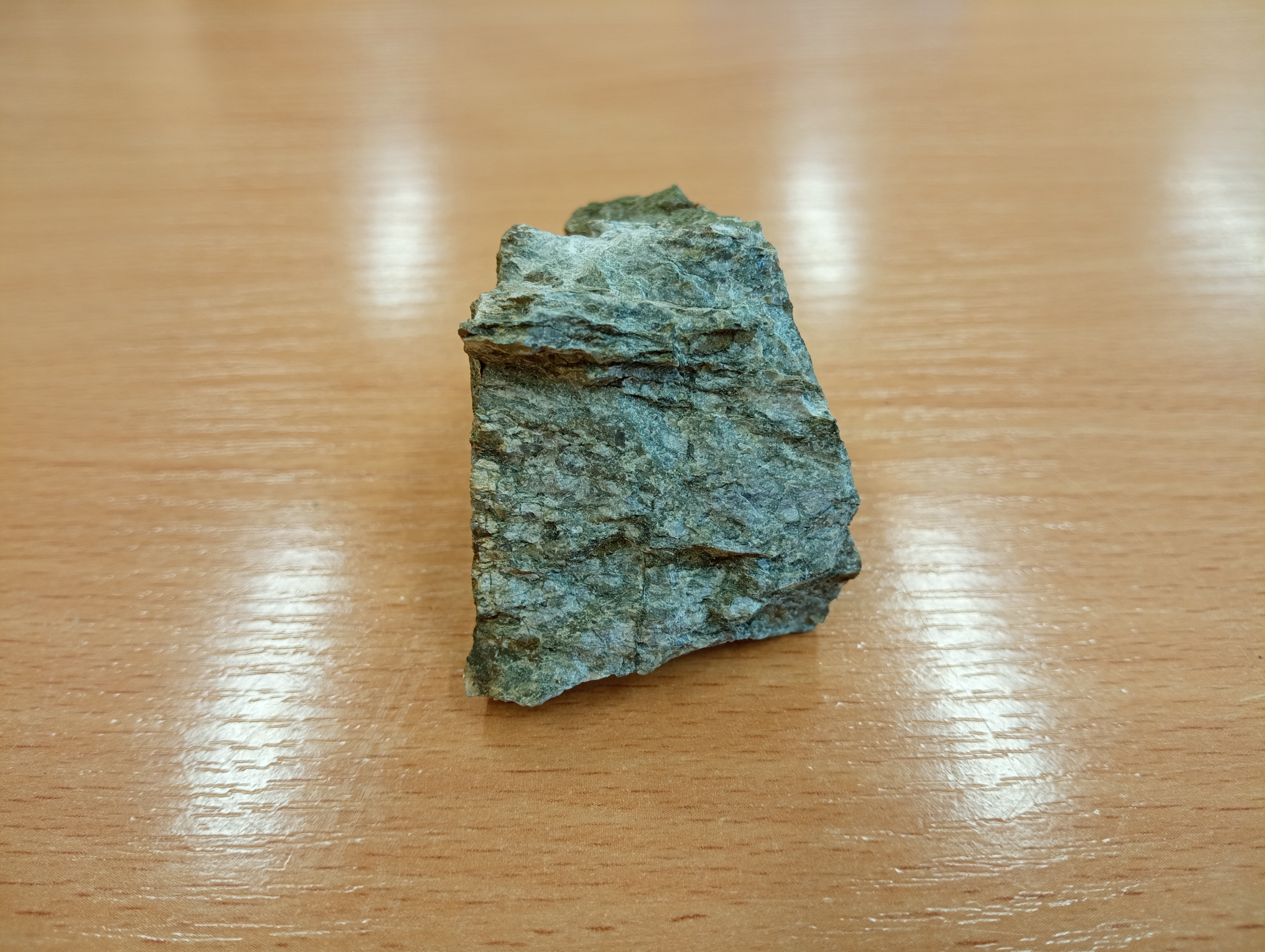
Granodioritový porfyr
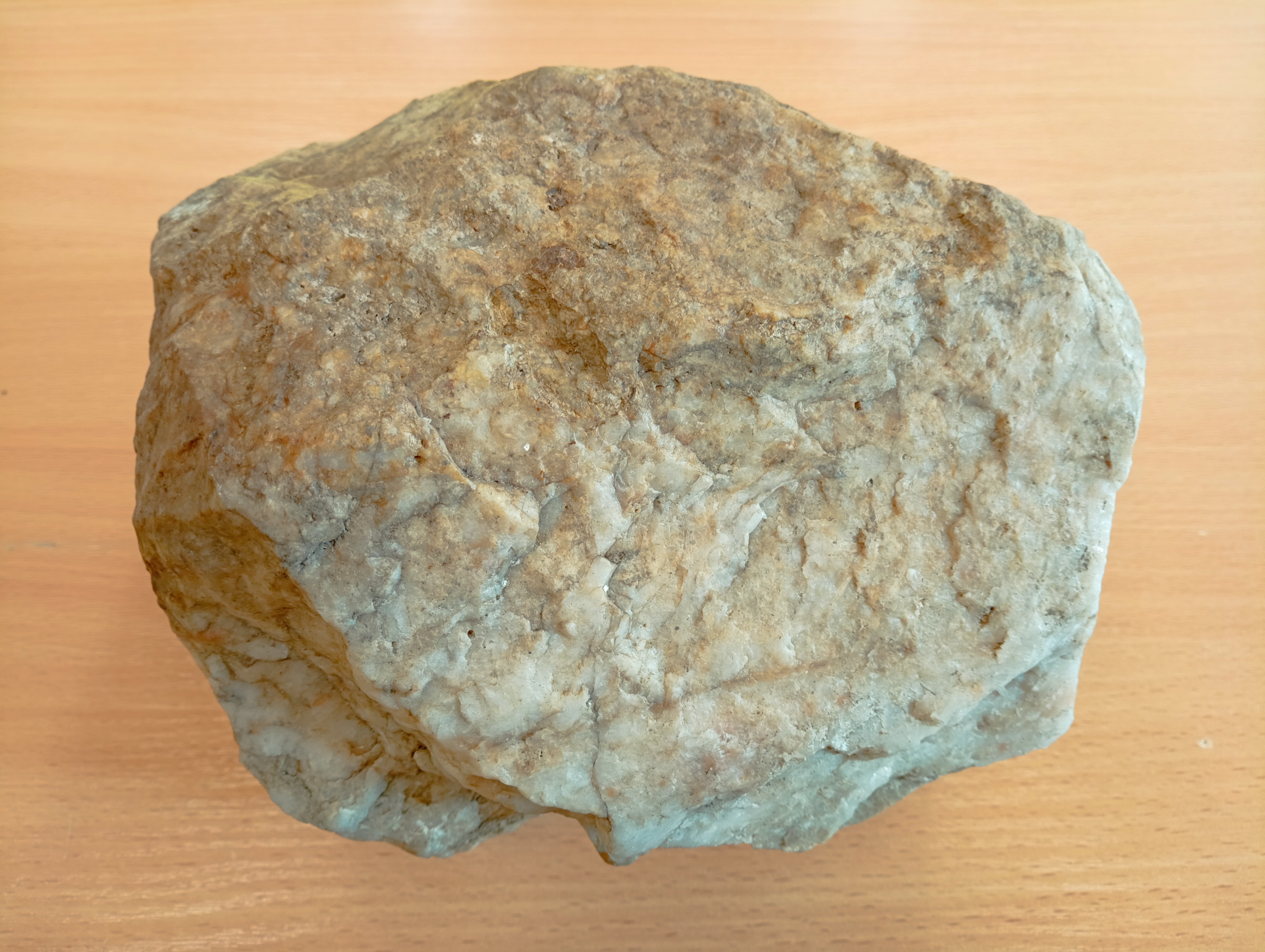
Žilný křemen